# ソニー生命保険
ソニー生命保険株式会社（ソニーせいめいほけん、英: Sony Life Insurance Co., Ltd.）は、ソニーフィナンシャルグループの完全子会社で、東京都千代田区大手町に本社を置く日本の生命保険会社。
ソルベンシー・マージン比率（支払余力）の公表値は2020年度末現在、2126.6％。

## 概要
1979年8月、米プルデンシャル生命（ザ・プルデンシャル・インシュアランス・ カンパニー・オブ・アメリカ）との合弁で、ソニー・プルーデンシャル生命保険として設立された。1980年2月にソニー・プルデンシャル生命保険に、1987年9月にソニー・プルコ生命保険とそれぞれ改称し、1991年4月から現社名。1996年1月にライフプランナーを商標登録し、同年4月にソニーの100%子会社となり、2004年4月にソニー損保、ソニー銀行とともにソニーフィナンシャルホールディングスの傘下に入った。
販売チャネルは、ライフプランナーと呼ばれる保険外交員によるコンサルティング営業及び募集代理店。1990年代以降は、現役引退した元プロ野球選手を営業マン等の社員として採用している。業界全体が伸び悩む中、死亡保障商品を筆頭に順調に新契約高、保有契約高を伸ばしている会社である。
過去（1997年-1999年）に女子プロテニスプレーヤーの日米対抗戦「ソニーライフカップ」を協賛していたことがあり、現在はアマチュア女子テニスの全国大会「ソニー生命カップ 全国レディーステニス大会」の冠スポンサーでもある。また、ソニーグループの本社ビル（ソニーシティ）の建築主でもある。

## 沿革

### ソニーグループに金融機関を
設立のそもそものきっかけはソニー生命の設立よりも20年以上も前にソニー（株）の創設者の1人である盛田昭夫がソニーの仕事でアメリカのシカゴを訪れていた際に「Prudential」と書かれている白亜の超高層ビルを目にしたことから始まる。それ以来盛田昭夫はいつかソニーグループに金融機関を持ちたいと考えはじめたのである。ただ、当時はソニーのような会社が金融機関を持つことは戦後の旧大蔵省 の金融行政の下では大変難しく、唯一の方法は外国の生命保険会社と合弁で設立することだった。

### ソニー生命の創業
設立の直接的なきっかけは、1976年に米国プルデンシャルのマクノートン会長が来日したことにある。当時米国プルデンシャルはソニーの株式を大量に保有していた経緯もあり、ソニーを訪れたマクノートンは旧知の盛田昭夫に「米国プルデンシャルの日本進出」について漏らしたという。これが盛田昭夫の金融部門進出という悲願達成へのスタートとなった。
当時の生命保険の世帯加入率は90%以上という市場の中、生命保険のあるべき姿の追求と高度な知識と販売技術を持ったプロフェッショナルのセールスパーソンによるニードセールスの実践に絶対の自信と情熱を持ち会社の基本を作ったのが、米国プルデンシャルの代表として設立時の副社長となった坂口陽史とソニー代表として参画した設立時の常務の安藤国威（のちのソニー株式会社社長、現ソニー生命名誉会長）である。この2人を中心としたメンバーにより1979年8月10日に旧大蔵省の認可をもとに「ソニー・プルーデンシャル生命保険株式会社」として設立し、2年後の1981年4月に「ソニー・プルデンシャル生命保険株式会社」と名称を改め営業を開始することになった。

### ライフプランナーの誕生
ソニー・プルデンシャル生命の存在意義は先に触れた「生命保険のあるべき姿の追求と高度な知識と販売技術を持ったプロフェッショナルのセールスパーソンによるニードセールスの実践」であった。そのためにも従来の生命保険外務員のイメージを排したまったく新しい専門職にしなければならないと坂口陽史と安藤国威は考えていた。そういう経緯のもとそのプロフェッショナルのセールスパーソンには厳選採用であること、徹底した研修を行うとともに、呼称を「ライフプランナー」とすることが決定された。現在では「ライフプランナー」が一般名称のごとく使用されることもある程一般的になってきた名称であるが、実際はソニー生命とプルデンシャル生命が持つ登録商標である。創業時のライフプランナーは27名からスタートしている。当初は男性のみでスタートしたが現在では女性も採用している。

### 米国プルデンシャルとの合弁解消
1987年米国プルデンシャルの世界戦略の変更から合併を解消し、ソニーとプルデンシャルはそれぞれの道を歩みだした。当時の行政方針によりこの時点でソニー100%というわけにはいかず、いったんソニー50%のままとし、米国プルデンシャル50%のうち30%をその子会社のプルコへ移し社名を「ソニー・プルコ生命保険株式会社」とした。ちなみに日本での単独経営を望んだ米国プルデンシャルにも営業認可がおり、当時ソニー・プルデンシャル生命の社長であった坂口陽史はプルデンシャル生命の社長として転出していった（プルデンシャル生命側の会社概要には、ソニー・プルデンシャル生命時代のことは一切書かれていない）。その後1991年に社名を念願の「ソニー生命保険株式会社」とし、1996年にはソニー100%となった。

### ソニーフィナンシャルホールディングス株式会社に参画
2004年にソニー損害保険とソニー銀行とともにソニーグループの金融持株会社のソニーフィナンシャルホールディングス株式会社の傘下に入ることにより同金融持株会社が100%の親会社となる。これによりグループ内に生保、損保、銀行を持つ金融グループとしてそれぞれの事業を有効に活かした成長戦略を描けるようになった。また、2007年10月には親会社のソニーフィナンシャルホールディングス株式会社が東証一部上場を果たしている。

### 保険金不払い問題時のソニー生命
2005年に発覚した明治安田生命保険による死亡保険金の不適切な不払いが発端となり生命保険業界全体で信頼を失墜する事件が起きた。この時ソニー生命でも不払いの調査が行われ、日本銀行金融記者クラブでの調査報告会見等での謝罪が行われた。2007年10月にソニー生命で確認された最終的な事象件数は1756件の7億4千万となったが、これは他の大手中堅生保と比べると相対的に少ないものである。

### 順調な保有契約の純増
1981年の営業開始以来、ソニー生命では保有契約が順調に増加し続けている。業界全体として死亡保障分野の販売が落ち込む中、ソニー生命ではこれまでどおり死亡保障分野をビジネスの中心と捉え成長を続けている。2008年度には個人保険における新契約高は日本生命、第一生命、住友生命、かんぽ生命に次ぐ第5位にまで上昇した。

## 年譜
- 1979年（昭和54年）
  - 6月 - 大蔵省より内認可を取得[5]。
  - 8月10日 - ソニー株式会社（現・ソニーグループ株式会社）及びザ・プルデンシャル・インシュアランス・カンパニー・オブ・アメリカの共同出資により、ソニー・プルーデンシャル生命保険株式会社として設立[5]。盛田昭夫が代表取締役会長に、平井龍明が代表取締役社長に就任。
  - 9月 - 東京都港区南青山に本店を置く[5]。
- 1980年（昭和55年）
  - 2月 - ソニー・プルデンシャル生命保険株式会社に商号を変更[5]。
- 1981年（昭和56年）
  - 2月 - 大蔵省より生命保険業の免許を取得[5]。
  - 4月 - 営業を開始し、ライフプランナー制度を発足[5]。
- 1982年（昭和57年）
  - 6月 - ファミリー保険の発売を開始[5]。
- 1983年（昭和58年）
  - 4月 - 団体定期保険及び団体信用生命保険の発売を開始[5]。
  - 7月 - 家族収入保険の発売を開始[5]。
- 1985年（昭和60年）
  - 7月22日 - 盛田昭夫が代表取締役会長を退任し、平井龍明が代表取締役会長に、坂口陽史が代表取締役社長に就任[6]。
- 1987年（昭和62年）
  - 7月20日 - 坂口陽史が代表取締役社長を退任し、盛田昭夫が代表取締役会長に、平井龍明が代表取締役社長に就任[7]。
  - 9月 - ソニー・プルコ生命保険株式会社に商号を変更。株主構成を、ソニー株式会社（50%）、プルコ・インク（30%）、株式会社キャリア・デベロプメント・インターナショナル（10%）、株式会社三井銀行（5%）及び三井信託銀行株式会社（5%）に変更[5]。
- 1988年（昭和63年）
  - 4月1日 - 盛田昭夫が代表取締役会長を退任し、平井龍明が代表取締役会長に、伊庭保が代表取締役社長に就任[8]。
  - 4月 - がん保険の発売を開始[5]。
  - 7月18日 - 平井龍明が代表取締役会長を退任し、大蔵公雄が代表取締役会長に就任[9]。
- 1989年（平成元年）
  - 10月 - 募集代理店制度を発足[5]。
- 1990年（平成2年）
  - 6月 - 団体年金商品の認可を取得[5]。
- 1991年（平成3年）
  - 4月 - ソニー生命保険株式会社に商号を変更[5]。
  - 7月 - 団体年金保険の取扱を開始[5]。
- 1992年（平成4年）
  - 4月 - 総合医療保険の発売を開始[5]。
  - 7月1日 - 大蔵公雄が代表取締役会長を、伊庭保が代表取締役社長を退任し、盛田正明が代表取締役会長兼社長に就任[10]。
  - 11月 - 東京都世田谷区上馬に研修センターを設置[5]。
- 1993年（平成5年）
  - 9月 - 株主構成を、ソニー株式会社（50%）、ソニー・コーポレーション・オブ・アメリカ（30%）、株式会社キャリア・デベロプメント・インターナショナル（10%）、株式会社さくら銀行（5%）及び三井信託銀行株式会社（5%）に変更[5]。
- 1994年（平成6年）
  - 4月1日 - 盛田正明が代表取締役会長に、岩城賢が代表取締役社長に就任[11]。
  - 9月 - 株主構成を、ソニー株式会社（60%）、ソニー・コーポレーション・オブ・アメリカ（30%）及び株式会社キャリア・デベロプメント・インターナショナル（10%）に変更[5]。
- 1996年（平成8年）
  - 1月 - 「ライフプランナー」を商標登録[5]。
  - 3月 - ソニー株式会社の完全子会社となる[5]。
- 1997年（平成9年）
  - 4月 - コールセンターを開設[5]。
  - 中野坂上本社（中野坂上サンブライトビル）を設置。
- 1998年（平成10年）
  - 7月8日 - 盛田正明が代表取締役会長を退任し、橋本綱夫が代表取締役会長に就任[12]。
  - 8月17日 - フィリピンのマカティ市にて、マニラ駐在員事務所を開設[13]。
  - 8月26日 - フィリピンに現地法人として、Sony Life Insurance (Philippines) Corporationを設立[14]。
  - 11月16日 - コンビニエンスストアでの保険料の払い込みサービスを開始[15]。
- 1999年（平成11年） 
  - 4月1日 - 投資信託の販売を開始[16]。
  - 4月2日 - 積立利率変動型終身保険、終身総合医療保険及び障害者割引個人終身年金保険の発売を開始[17]。
  - 10月1日 - 投資信託のインターネット取引サービスを開始[18]。
  - 11月 - Sony Life Insurance (Philippines) Corporationの営業を開始[5]。
- 2000年（平成12年）
  - 4月21日 - 東京都港区台場のメディアージュにて、サービスコーナー「S-gate」を開設[19]。
  - 9月2日 - 終身保険（無選択型）及びがん特約の発売を開始[20]。
  - 11月30日 - インターネットサービスを開始[21]。
- 2001年（平成13年）
  - 3月14日 - 株式会社日本環境認証機構より、ISO 14001の認証を取得[22]。
  - 4月2日 - 長期総合医療保険の発売を開始[23]。
  - 5月1日 - ソニー損害保険株式会社の損害保険の販売を開始[24]。
  - 5月7日 - がん保険のダイレクト販売を開始[25]。
  - 7月5日 - 橋本綱夫が代表取締役会長を退任し、岩城賢が代表取締役会長に、川島章由が代表取締役社長に就任[26]。
- 2002年（平成14年）
  - 3月18日 - ソニー銀行株式会社の住宅ローン向け団体信用生命保険の引き受けを開始[27]。
  - 4月2日 - ナーシング・ニーズ特約（介護前払特約）の発売を開始[28]。
  - 5月30日 - 確定拠出年金の取扱を開始[29]。
  - 7月2日 - 変額保険「バリアフルライフ」（定期型）の発売を開始[30]。
  - 7月23日 - 岩城賢が取締役会長に職位変更[31]。
  - 7月28日 - 全国レディーステニス大会に協賛を開始[32]。
  - 10月 - 銀行等窓口販売の取扱を開始[5]。
- 2003年（平成15年）
  - 5月16日 - 企業内大学として、Sony Life Academyを開校[33]。
- 2004年（平成16年）
  - 3月31日 - 岩城賢が取締役会長を退任[34]。
  - 4月1日 - ソニー株式会社の新設分割により、ソニーフィナンシャルホールディングス株式会社が設立され、同社の完全子会社となる[35]。
  - 6月28日 - ソニー銀行株式会社にて、個人年金保険の販売を開始[36]。
  - 7月22日 - 建築主として、ソニーシティの建設に参画[37]。
  - 12月6日 - ソニー銀行株式会社の住宅ローンの取扱を開始[38]。
- 2005年（平成17年）
  - 6月30日 - 安藤国威が取締役会長に就任[39]。
  - 7月 - 「ライフプランナーバリュー」を商標登録[5]。
  - 8月22日 - 投資信託関連業務をソニー銀行株式会社に移管[40]。
  - 11月28日 - エンベディッド・バリュー（EV）の開示を開始[41]。
- 2006年（平成18年）
  - 6月29日 - 川島章由が代表取締役社長を退任し、於久田太郎が代表取締役社長に就任[42]。
  - 9月 - 東京都中央区銀座のソニービルにて、ショールーム「Life Planning SQUARE」を開設[43]。
- 2007年（平成19年）
  - 8月29日 - Aegon International B.V.との折半出資により、ソニーライフ・エイゴンプランニング株式会社を設立[44]。
  - 12月13日 - ソニー銀行株式会社の銀行代理業の許認可を取得[45]。
- 2008年（平成20年）
  - 4月2日 - 終身がん保険（無配当）の発売を開始[46]。
  - 10月1日 - 中華人民共和国の北京市朝陽区にて、北京駐在員事務所を設置[47]。
  - 11月28日 - 市場整合的エンベディッド・バリュー（MCEV）の開示を開始[48]。
- 2009年（平成21年）
  - 7月1日 - 中華民国（台湾）の台北市信義区にて、台北駐在員事務所を設置[49]。
  - 8月27日 - ソニーライフ・エイゴンプランニング株式会社が、金融庁より生命保険業免許を取得し、ソニーライフ・エイゴン生命保険株式会社に商号を変更[50]。
  - 10月29日 - Aegon International B.V.の全額出資により、バミューダ諸島にてSA Reinsurance Ltd.を設立。
- 2010年（平成22年）
  - 1月21日 - SA Reinsurance Ltd.に出資し[51]、同社はバミューダ金融庁（英語版）より再免許会社の免許登録を完了[52]。
  - 2月22日 - 子会社として、株式会社リプラを設立[53]。
  - 4月1日 - 北海道札幌市中央区のSFI札幌ビル（現・ソニー生命札幌ビル）にて、札幌サービスセンターを設置[54]。
  - 5月1日 - 株式会社リプラが運営する来店型店舗「LIPLA」の1号店を、神奈川県横浜市都筑区にて開業[55]。
- 2011年（平成23年）
  - 6月29日 - 安藤国威が取締役会長を退任し、於久田太郎が代表取締役会長に、井原勝美が代表取締役社長に就任[56]。
- 2012年（平成24年）
  - 12月6日 - Sony Life Insurance (Philippines) Corporationの全株式を、UISC (HOLDINGS) LIMITEDに譲渡[57][58]。
- 2013年（平成25年）
  - 5月1日 - 株式会社リプラが、東急保険コンサルティング株式会社に事業を譲渡[59]。
  - 6月27日 - 於久田太郎が代表取締役会長を退任し、嶋岡正充が代表取締役専務に就任[60]。
- 2014年（平成26年）
  - 7月9日 - 北京駐在員事務所を閉鎖[61]。
  - 7月28日 - ソニーシティの土地を取得[62][63]。
- 2015年（平成27年）
  - 4月1日 - 井原勝美が取締役会長に、萩本友男が代表取締役社長に就任[64]。
- 2016年（平成28年）
  - 5月18日 - 台北駐在員事務所を閉鎖[65]。
  - 7月1日 - シンガポールにて、シンガポール駐在員事務所を設置[66]。
  - 7月4日 - 東京都千代田区大手町の大手町フィナンシャルシティグランキューブに本社を移転[67]。
- 2017年（平成29年）
  - 2月20日 - 三井住友信託銀行株式会社の生命保険信託、遺言信託及び遺産整理業務の取扱を開始[68]。
  - 3月1日 - 株式会社IBJとの共同出資により、株式会社IBJライフデザインサポートを設立[69][70]。
  - 6月15日 - シンガポールに現地法人として、Sony Life Singapore Pte. Ltd.を設立[71]。
  - 6月21日 - 井原勝美が取締役会長を退任[72]。
  - 6月30日 - シンガポール駐在員事務所を廃止し、Sony Life Singapore Pte. Ltd.に業務を移行[71]。
  - 8月10日 - Sony Life Singapore Pte. Ltd.及びスターツ証券株式会社の合弁会社として、Sony Life Financial Advisers Pte. Ltd.を設立[71]。
- 2018年（平成30年）
  - 6月22日 - 嶋岡正充が代表取締役専務を退任[73]。
  - 9月22日 - Sony Life Financial Advisers Pte. Ltd.が運営する保険代理店「LiveLife」を、シンガポールのジュロン・イースト（英語版）にて開業[74]。
- 2019年（平成31年・令和元年）
  - 1月 - 住友生命保険相互会社との業務提携により、同社にてドル建て終身保険及びドル建て養老保険の取扱を開始[75]。
  - 3月1日 - 特例子会社として、ソニー生命ビジネスパートナーズ株式会社を設立[76]。
  - 7月26日 - 子会社として、ソニーライフ・コミュニケーションズ株式会社を設立[77]。
- 2020年（令和2年）
  - 1月12日 - ソニーライフ・コミュニケーションズ株式会社を通じて、来店型保険代理店事業に参入[77]。
  - 1月29日 - ソニーライフ・エイゴン生命保険株式会社及びSA Reinsurance Ltd.を完全子会社とする[78]。
  - 4月1日 - ソニーライフ・エイゴン生命保険株式会社が、ソニーライフ・ウィズ生命保険株式会社に商号を変更[78]。
  - 12月16日 - ソニー生命アプリをリリース[79]。
- 2021年（令和3年）
  - 4月1日 - ソニーライフ・ウィズ生命保険株式会社を吸収合併[80]。
  - 10月1日 - ソニーフィナンシャルホールディングス株式会社が、ソニーフィナンシャルグループ株式会社に商号を変更[81]。
  - 10月15日 - ソニー損害保険株式会社の火災保険の取扱を開始[82]。
  - 10月29日 - 株式会社IBJとの合弁事業を解消[83]。
  - 11月1日 - 株式会社IBJライフデザインサポートの株式を株式会社IBJに譲渡[84]。
- 2022年（令和4年）
  - 3月1日 - 経済産業省よりDX認定事業者の認定を取得[85]。
  - 10月2日 - 「トータルライフプランニング」サービスを開始[86]。
- 2023年（令和5年）
  - 1月16日 - メディケア生命保険株式会社の医療保険の取扱を開始[87]。
  - 3月 - SA Reinsurance Ltd.を清算結了[5]。
  - 6月23日 - 萩本友男が代表取締役社長を退任し、髙橋薫が代表取締役社長に就任[88]。
- 2024年（令和6年）
  - 4月1日 - 東京都千代田区大手町の東京サンケイビルにて、キャリアディベロップメント支社を設置[89]。

## 企業情報

### 格付け
- スタンダード&プアーズ社（S&P） 保険財務力格付:A+
- ムーディーズ・インベスターズ・サービス 保険財務格付:Aa3
- （株）格付投資情報センター（R&I） 保険金支払能力格付:AA
- （株）日本格付研究所（JCR） 保険金支払能力格付:AA

### 歴代社長
|    | 氏名       | 在任期間                      |
| -- | ---------- | ----------------------------- |
| 1  | 平井龍明   | 1979年8月10日 - 1985年7月22日 |
| 2  | 坂口陽史   | 1985年7月22日 - 1987年7月20日 |
| 3  | 平井龍明   | 1987年7月20日 - 1988年4月1日  |
| 4  | 伊庭保     | 1988年4月1日 - 1992年7月1日   |
| 5  | 盛田正明   | 1992年7月1日 - 1994年4月1日   |
| 6  | 岩城賢     | 1994年4月1日 - 2001年7月5日   |
| 7  | 川島章由   | 2001年7月5日 - 2006年6月29日  |
| 8  | 於久田太郎 | 2006年6月29日 - 2011年6月29日 |
| 9  | 井原勝美   | 2011年6月29日 - 2015年4月1日  |
| 10 | 萩本友男   | 2015年4月1日 - 2023年6月23日  |
| 11 | 髙橋薫     | 2023年6月23日 - 現職          |

### 歴代会長
|    | 氏名       | 在任期間                      |
| -- | ---------- | ----------------------------- |
| 1  | 盛田昭夫   | 1979年8月10日 - 1985年7月22日 |
| 2  | 平井龍明   | 1985年7月22日 - 1987年7月20日 |
| 3  | 盛田昭夫   | 1987年7月20日 - 1988年4月1日  |
| 4  | 平井龍明   | 1988年4月1日 - 7月18日        |
| 5  | 大蔵公雄   | 1988年7月18日 - 1992年7月1日  |
| 6  | 盛田正明   | 1992年7月1日 - 1998年7月8日   |
| 7  | 橋本綱夫   | 1998年7月8日 - 2001年7月5日   |
| 8  | 岩城賢     | 2001年7月5日 - 2004年3月31日  |
| 9  | 安藤国威   | 2005年6月30日 - 2011年6月29日 |
| 10 | 於久田太郎 | 2011年6月29日 - 2013年6月27日 |
| 11 | 井原勝美   | 2015年4月1日 - 2017年6月21日  |

## 事業・サービス

### 主力商品
- 逓減定期保険（死亡保障が加齢毎に少なくなる分安い保険料。喫煙リスク区分型有り）
- 家族収入保険（被保険者が万一の時、逓減定期の保険金を給料形式で保障。喫煙リスク区分型有り）
- 総合医療保険（解約返戻金有り。低解約返戻金特則や死亡給付0倍特則も有り
- 5年ごと利差配当付学資保険（お子さまの教育資金に重点をおいた保険）
- 変額保険（資産運用実績に応じて保険金・解約返戻金が変動する保険）
- 生前給付保険（がん・急性心筋梗塞・脳卒中で所定の状態になられたときに保険金をお支払いする保険）
- 三大疾病収入保障保険（がん・急性心筋梗塞・脳卒中で所定の状態になられたとき、生存している限り、保険期間が満了するまで年金を支払う保険）[90]
- 平準定期保険（割安な保険料で、大きな保障をご希望方へ。喫煙リスク区分型や無解約返戻金型もある）
- 5年ごと利差配当付終身介護保障保険（公的介護保険制度の要介護2以上の状態になったときに年金を支払う保険）[90]

## 広報活動

### CM
- お知らせ篇 1991年
- 子どもの目篇 1993年
- いろんなお父さんがいて篇 1993年
- ふたり篇（生活保障保険 ぱるもあ）1994年
- みんな篇 1994年
- 私の選択（経営コンサルタント）篇 1995年
- 私の選択（ログハウスビルダー）篇 1995年
- コンサルティング（弁護士・医者）篇 1995年
- コンサルティング（専門の相談相手）篇 1995年
- Two Old Friends篇 2001年
- 父の夢篇 2005年 出演：松木安太郎
- パパの歌（学資保険）2006年
- LIFEPLANNER VALUE「介護篇」2006年 CM曲は「ONCE IN A LIFETIME」インストルメンタル（作曲：中川俊郎）
- LIFEPLANNER VALUE「独立篇」2006年 CM曲は「ONCE IN A LIFETIME」インストルメンタル（作曲：中川俊郎）
- 社会貢献CM「ともに歩む篇」2006年 CM曲は「ONCE IN A LIFETIME」インストルメンタル（作曲：中川俊郎）
- LIFEPLANNER VALUE「新しい兄弟篇」2006年 出演：二階堂智 CM曲は「ONCE IN A LIFETIME」インストルメンタル（作曲：中川俊郎）
- 社会貢献CM「一緒に夢を語りたい篇」2007年 CM曲は「ONCE IN A LIFETIME」インストルメンタル（作曲：中川俊郎）
- LIFEPLANNER VALUE「ひとつひとつの記憶篇」2007年 CM曲は「ONCE IN A LIFETIME」（作詞:Donna Burk、作曲：中川俊郎、歌：Jodi jenkins）
- 社会貢献CM「ともに生きる篇」2008年 CM曲は「ONCE IN A LIFETIME」（作詞:Donna Burk、作曲：中川俊郎、歌：Jodi jenkins）
- LIFEPLANNER VALUE「ライフプランニングの日篇」2009年 CM曲は「ONCE IN A LIFETIME」（作詞:Donna Burk、作曲：中川俊郎、歌：Jodi jenkins）
- ホンネで話す価値がある。「ライフプランナー篇」2015年 出演：ビートたけし
- ホンネで話す価値がある。「人生篇」2015年 出演：ビートたけし
- ホンネで話す価値がある。「家族篇」2015年 出演：ビートたけし
- 会った人は知っている。LIFEPLANNER VALUE.「本気篇」2016年 出演ビートたけし
- 会った人は知っている。LIFEPLANNER VALUE.「本当の生命保険篇」2016年 出演ビートたけし
- 会った人は知っている。LIFEPLANNER VALUE.「生命保険を変える篇」2016年 出演ビートたけし
- 会った人は知っている。LIFEPLANNER VALUE.「死と向き合う篇」2016年 出演ビートたけし

### 提供番組

#### 過去
- 新春スポーツスペシャル箱根駅伝（日本テレビ系）
- 別府大分毎日マラソン（RKB毎日放送・大分放送共同制作、TBS系）
- 旭山動物園日記2009（北海道テレビ放送制作、テレビ朝日系）
- ISUグランプリシリーズ/ISUグランプリファイナル（テレビ朝日系）
- 世界フィギュアスケート選手権（フジテレビ系）
- 知ってるつもり?!（日本テレビ系）
- 真相報道 バンキシャ!（日本テレビ系）
- WBC2009年大会（テレビ朝日系・TBS系）
- 24時間テレビ愛は地球を救う（日本テレビ系）
- 2008ミズノクラシック（毎日放送制作、TBS系）
- 報道ステーション（テレビ朝日系）
- 新・情報7days ニュースキャスター（TBS系） ほか

### その他
- テレビCMには2015年よりビートたけしを起用している。

## 関連企業・団体

### 子会社
- ソニーライフ・コミュニケーションズ株式会社 - 2019年にソニー生命保険の完全子会社として設立。
- ソニー生命ビジネスパートナーズ株式会社 - 特例子会社。2019年にソニー生命保険の完全子会社として設立。
- Sony Life Singapore Pte. Ltd. - シンガポールの現地法人。2017年にソニー生命保険の完全子会社として設立。
  - Sony Life Financial Advisers Pte. Ltd.（74%） - 2017年にSony Life Singapore Pte. Ltd.及びスターツ証券の合弁会社として設立。

### 過去の関連企業・団体
- Sony Life Insurance (Philippines) Corporation - 1998年にソニー生命保険、ソニー（現・ソニーグループ）及びソニー・フィリピンの共同出資により設立。2012年にUISC (HOLDINGS) LIMITEDの完全子会社となった。
- 株式会社リプラ - 2010年にソニー生命保険の完全子会社として設立。2013年に東急保険コンサルティングに事業譲渡した。
- ソニーライフ・ウィズ生命保険株式会社 - 2007年にソニー生命保険及びエイゴン・インターナショナルの共同出資により、ソニーライフ・エイゴン生命保険株式会社として設立。2020年にソニー生命保険の完全子会社となった後、2021年に同社に吸収合併され解散。
- SA Reinsurance Ltd. - 2009年にエイゴン・インターナショナルの子会社として設立。2010年にソニー生命保険の関連会社となり、2020年にソニー生命保険の完全子会社となる。2021年に解散。
- 株式会社IBJライフデザインサポート - 2017年にIBJ及びソニー生命保険の合弁会社として設立。2021年にIBJの完全子会社となった後、2023年に同社に吸収合併され解散。

## 事件・不祥事
2004年9月8日に個人情報漏洩問題が発生。同社の営業社員が神奈川県横浜市内で車上荒らしに遭い、パソコン2台が盗難された。このパソコンには1,456人分の顧客情報（住所、氏名、生年月日、性別、保険契約内容など）が保存されていた。同社はパスワードの設定や暗号化などのセキュリティ対策は講じており、第三者による顧客情報の閲覧や悪用は困難という見解を示している。なお、その後の同年9月15日には盗難にあったパソコン2台が発見され、起動の痕跡や記憶装置抜き取りの痕跡も見られないことから、同社は第三者による顧客情報の閲覧や悪用はされていないとしている。
2005年10月後半、各生命保険会社から相次いで保険金および給付金の不当不払いが発表され、同年10月28日、同社においても4件（内保険金2件）、金額にして6億144万5千円（内保険金6億円）の不当不払いがあったことが発表された。
2007年2月1日に金融庁が日本の全生命保険会社（38社）に対して、2001年〜2005年の5年間における不払いの実態調査を命令。同社は同年4月13日に調査結果を発表した。これによると、合計で243件、金額にして1,881万円が新たに不当不払いに該当していたことがわかった。なお、この時点では調査が完了していないので、この数値は確定的なものではない。
2007年9月28日には、ソニー生命の営業社員の私的なパソコンから約1万2500人分の顧客情報がインターネット上に流出する事故があったと発表された。この営業社員は、業務用のパソコンに保存されていた顧客の個人情報を抜き出し、ファイル交換ソフトのShareが入った私的なパソコンに保存したが、ウイルスに感染し、顧客の個人情報をインターネット上にばらまいてしまった。
2009年4月10日、ソニー生命社内にて顧客情報の入ったノートパソコンを1台紛失したと発表された。同社の説明では、紛失したノートパソコンには約14万人分の契約者の保険証券の番号、生年月日、契約日などが保存されていたという。ただし、契約者の氏名や住所など個人を特定できるような情報は保存されていないとのことである。
2017年7月18日、ソニー生命保険高松支社の元社員が少なくとも顧客6人から計1億3521万円をだまし取ったことがわかったと発表された。2009〜2014年に生命保険などを契約したように装い、保険料などをだまし取ったという。
2021年12月1日、ソニー生命保険の連結子会社から約170億円を不正に送金したとして、社員1人が詐欺容疑で逮捕された。この社員は、バミューダ諸島にあった連結子会社「SAリインシュアランス」の清算業務を担当していた5月中旬、SA社が口座を持つ銀行に「正規の送金」と偽り、海外銀行の口座にオンライン送金した。在宅勤務をしており、上司の承認を得ているように装ったという。2022年11月18日、東京地方裁判所は元社員に詐欺と組織犯罪処罰法違反（犯罪収益隠匿）の罪で懲役9年の判決を言い渡した。不正送金された約170億円は暗号通貨の「ビットコイン」に換えられ保管されていたが、アメリカ連邦捜査局により全額が回収された。回収されたビットコインの値上がりや為替相場の変動により、ソニー生命保険側には、事実上、被害額を50億円余り上回る約221億円が返還された。同社は犯罪防止などのための寄付を検討するとしている。